# 阿瓦尔人

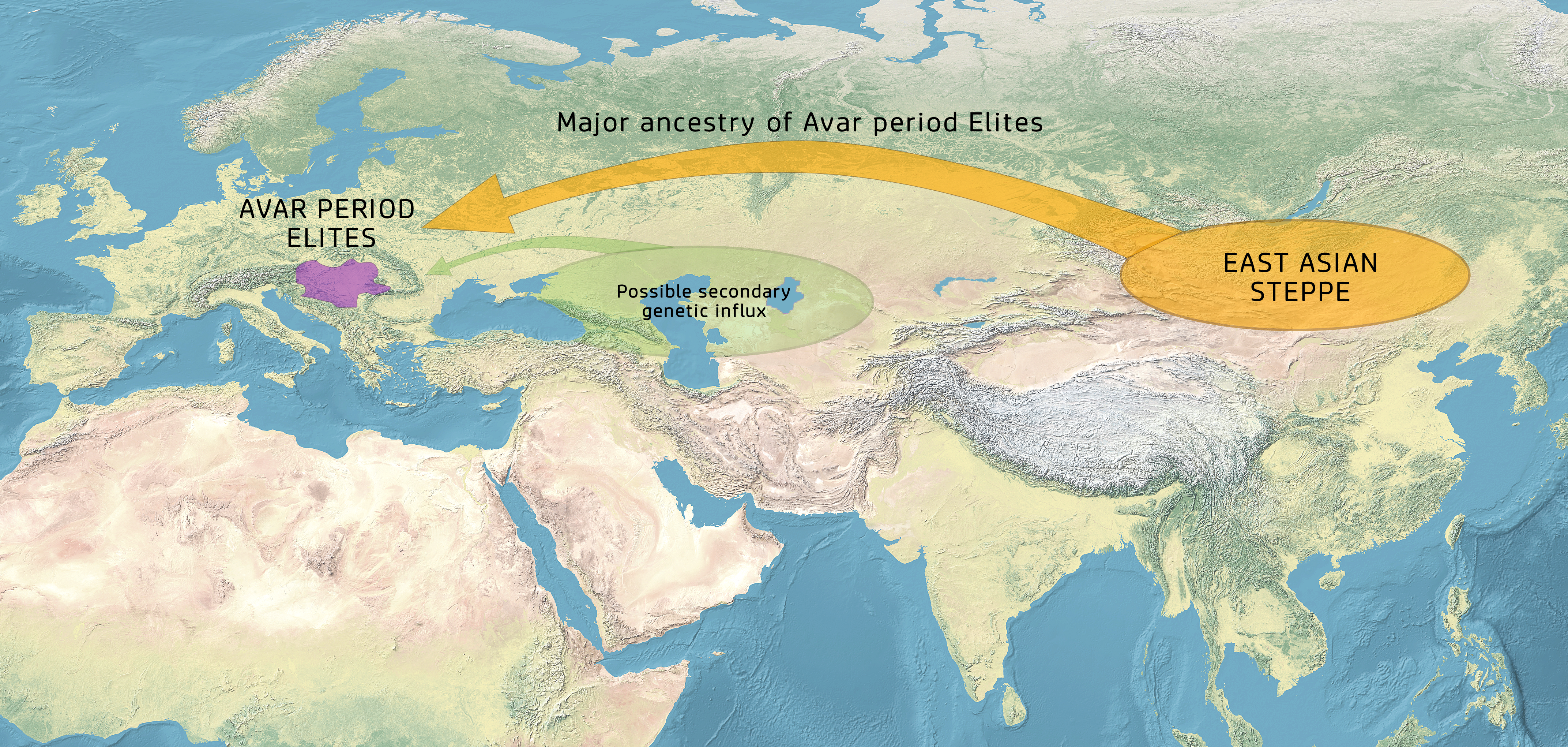
阿瓦爾人起源路線

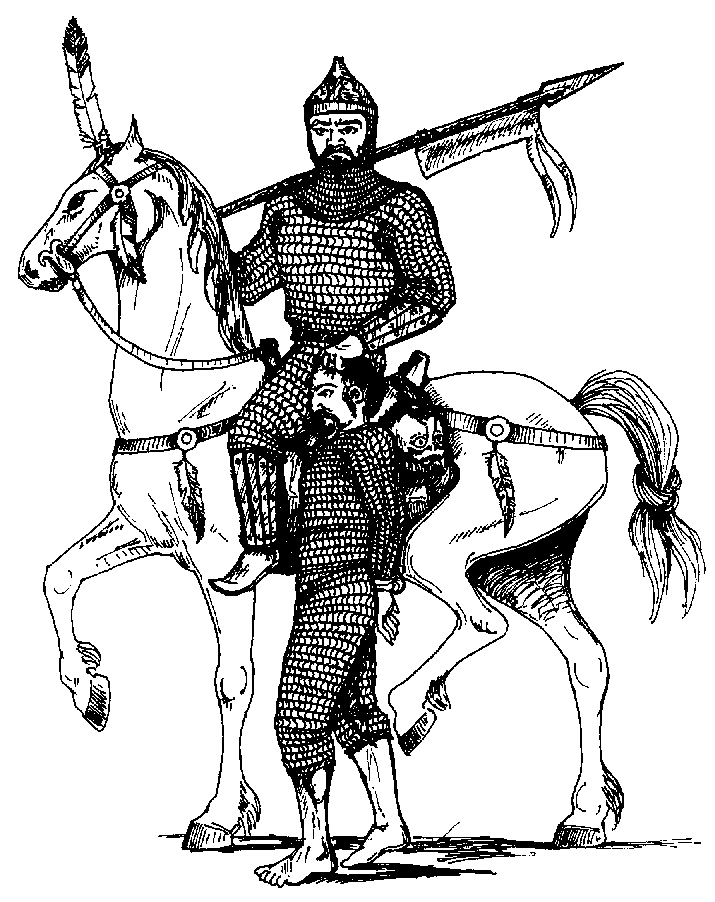
一名阿瓦尔战士和俘虏，摹本

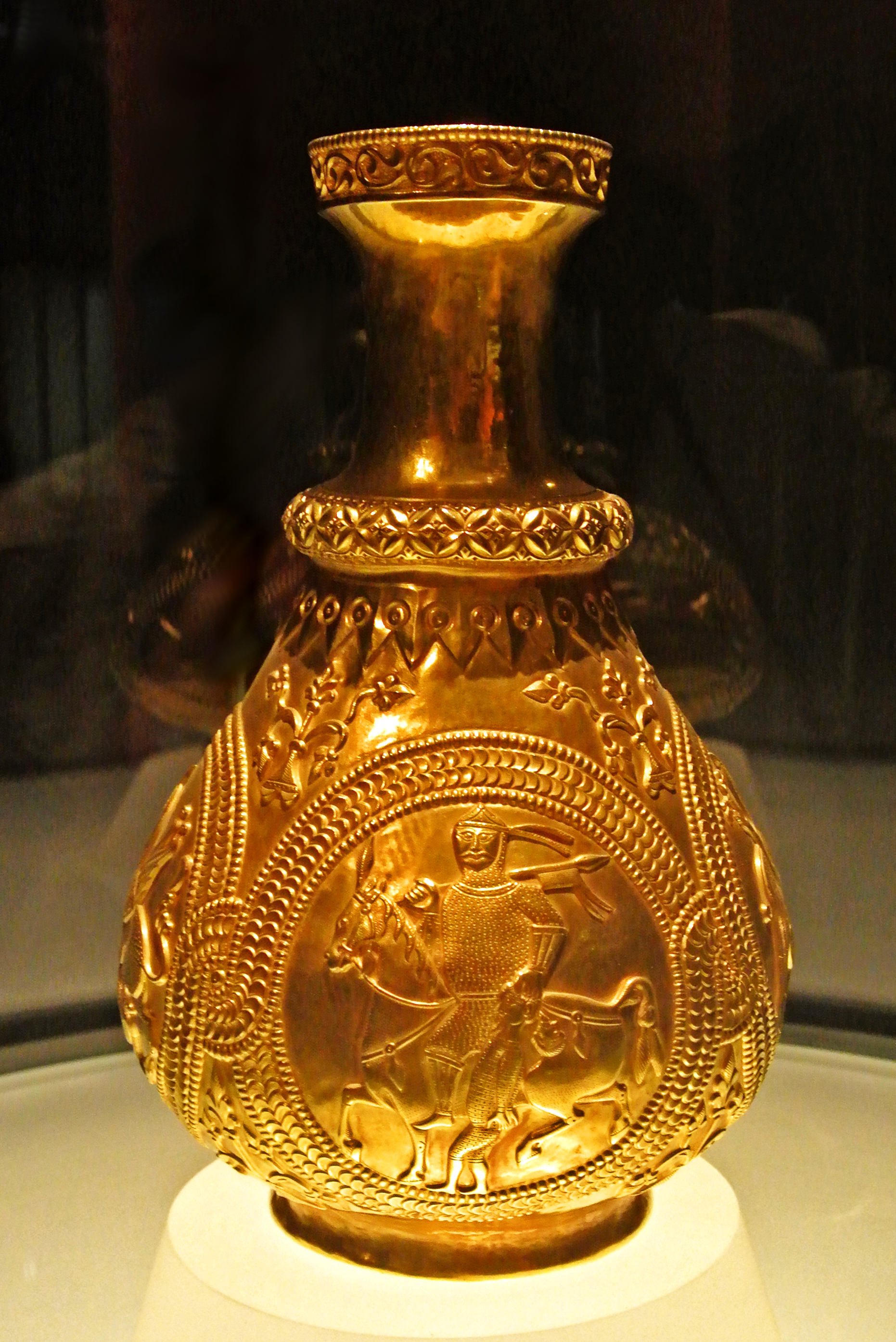

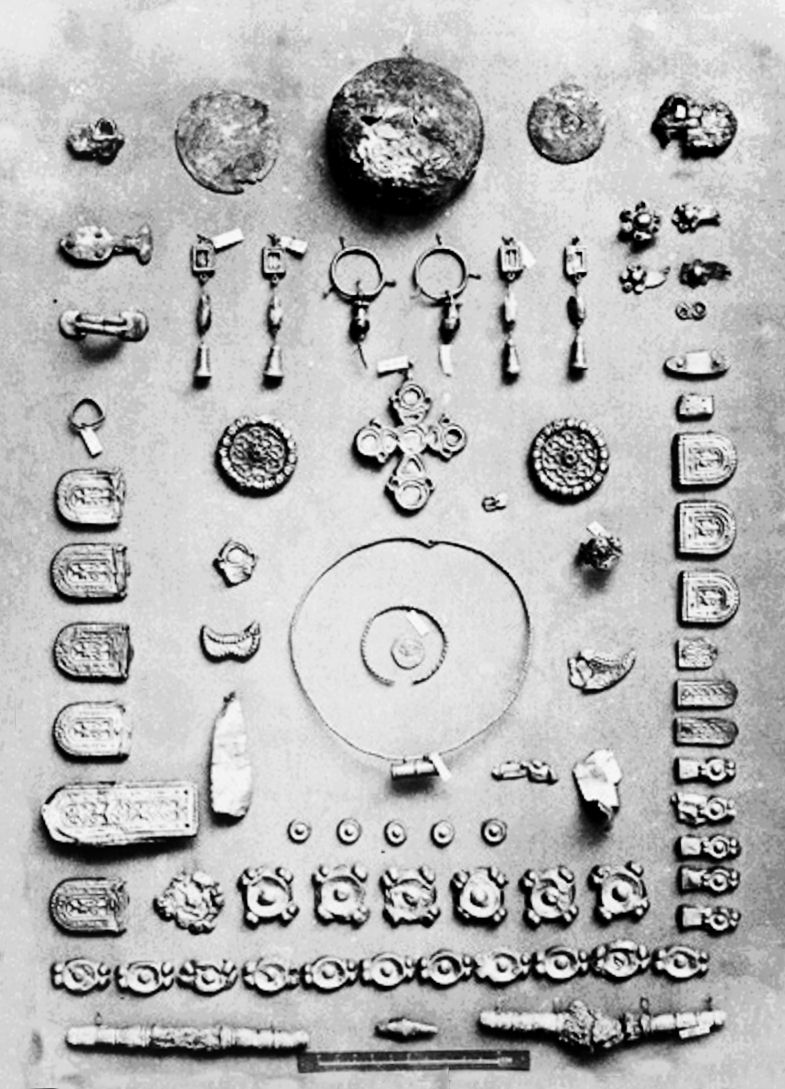
匈牙利出土的阿瓦尔物品

阿瓦尔人（Pannonian Avars）在古代是欧亚大陆的一个游牧民族的名称。他们约在6世纪时迁徙到欧洲中部和东部。到9世纪初以前，一直统治潘諾尼亞平原。因与高加索地区的阿瓦尔人进行区别也称潘诺尼亚平原阿瓦尔人。
阿瓦尔人起源，一说他们就是中国典籍中记载的古代游牧民族柔然殘部。阿瓦爾一名在蒙古語中作abarga，有虫與蛇的意義。
而2022年發表在科學雜誌的文章揭露阿瓦爾人的菁英階層的DNA與當今的蒙古人和通古斯人以及尼夫赫人表現出最高的遺傳親和力，顯示最初的阿瓦爾人是東北亞的蒙古語系民族、突厥語系民族，滿-通古斯語系民族、古西伯利亞語系民族，而後一直跟伊朗語系民族、斯拉夫語系民族混合而成。

## 起源
根據拜占廷外交官兼歷史學家普利斯庫斯的記載，463年間一支名為阿瓦爾的民族因躲避「從海洋而來的食人獅鷲」的侵襲而向西遷移，推擠了沙比爾人，繼而導致高加索以北的撒拉古爾人、烏古爾人和恩諾古爾人三族被沙比爾人驅趕，550年左右阿瓦爾已是高加索以北諸族之一。
他們在557年派使者到君士坦丁堡向查士丁尼一世請求住地，562年他們控制了黑海以北的草原，和多瑙河下游。他們可汗伯顏入侵倫巴底，俘虏法蘭克國王西吉贝尔特一世。後成立以潘諾尼亞為中心的阿瓦爾汗國，七、八世纪先後被東羅馬帝國和查理曼打败而逐漸衰亡，其地被波希米亞人與保加爾人繼承。
阿瓦尔人也分真假，根據7世紀初拜占庭史家西摩卡塔（Theophylacus Simocatta）認為，歐洲史上有真假兩種阿瓦爾人，真阿瓦爾人是柔然人，講蒙古語某種方言，整個5世紀一直是蒙古高原的主人，直到552年被突厥人擊潰並西遷和逃入北齊、北周與勿吉。留在蒙古高原的則被突厥人統治。
假阿瓦爾人則是歐洲中世紀史上的阿瓦爾人，由兩個聯合起來的部落，即瓦爾部（uar或var，阿瓦爾由此得名）和匈人部（Kunni或Huni，該名暗示其匈人起源）和悦般殘部組成。而瓦爾部和匈人部跟悦般又屬於高車（丁零、敕勒 、鐵勒），有此推測歐洲匈人跟歐洲阿瓦爾人可能同源且屬高車（丁零、敕勒 、鐵勒）這一族系。甚至他們也可能是嚈噠人殘部，假阿瓦尔人之西遷主要便是為逃避突厥之征討，而作為高車與嚈噠征服者之突厥的確也從東方對阿瓦尔人諸部緊追不捨。
18世紀發法國韓漢學家德金根據西突厥的達頭可汗致拜占庭帝國的信函與中國史料（尤其是《魏書》和《北史》）中記錄的事件的巧合，推測歐洲歷史上的阿瓦爾人與內亞的柔然汗國之間存在聯繫。
20世紀加拿大漢學家蒲立本根據中國古藉認為阿瓦爾人是另一個蒙古語系的烏桓人。

## 基因
一篇2019年11月刊登在科學報告期刊的研究显示，目前找到的14具阿瓦尔人男性古屍中有7具是屬於早期阿瓦爾，3具是屬於中期及後期阿瓦爾。那7具早期阿瓦爾古屍中，有6具身上帶有Y-DNA N1a1a（包括有4個帶有N1a1a1a1a3），2具帶有R1a1a1b2a，1具帶有C2，1具帶有G2a，一具帶有I1。而3具中期及後期阿瓦爾古屍都帶有C2、N1a1a1a1a3及E1b1b1a1b1a。N1a1a很有可能源自西伯利亞，其分支N1a1a1a1a3主要在布里亚特人、楚科奇人、科里亞克人、愛斯基摩人及少部份圖瓦人和蒙古人身上找到；C2現今主要分佈在中亞及西伯利亞東部；R1a1a1b2a曾經普遍分佈於銅器時代的中亞，現在則常見於阿富汗及吉爾吉斯的人口中；E1b1b1a1b1a源自西亞地區，其後在銅器時代進入歐洲，主要分佈在巴爾幹半島；G2a源自安納托利亞半島和伊朗高原，大約在新石器時代開始散佈在歐洲，而今日主要分佈在高加索地區；I1很可能源自北歐，與日耳曼人關係密切。該研究亦強調那些古屍與大部份東亞人一樣都是黑髮、褐眼。研究團隊發現，與阿瓦爾人關係最密切的是科里亞克人、漢特人、科米人、多爾干人、楚科奇人、尤卡吉爾人、愛斯基摩人和布里亚特人。
另一篇2020年1月刊登在科學報告期刊的研究在抽取了26具約在7世紀埋葬在潘諾尼亞平原阿瓦爾古墓的阿瓦爾精英階級古屍，發現其mtDNA屬於東亞的單倍群，而Y-DNA卻只有常見於西伯利亞的單倍群N和Q，這表示這些阿瓦爾男性精英的血統「純得驚人」，且基因組合上與雅庫特人、布里亞特人、鄂倫春人，以及其他在歐亞大草原東部的人口最為接近。該研究認為阿瓦爾人最初是由N和Q這兩種西伯利亞族群所組成，且其精英階級為保持血統純正而不與外族通婚。

## 统治者列表
| 名称              | 开始时间 | 结束时间 |
| ----------------- | -------- | -------- |
| 伯颜一世 Bayan I  | 558年    | 602年    |
| 伯颜二世 Bayan II | 602年    | 617年    |
| 奥加纳 Organa     | 617年    | 630年    |
| 戈斯童 Gostun     | 630年    | 632年    |
| 库布拉特 Kubrat   | 632年    | 665年    |
| 巴特巴颜 Batbayan | 665年    | 668年    |

## 历史贡献
阿瓦爾人被指是最早把马蹬的使用传入了欧洲的遊牧民族。阿瓦尔人在这时期把大量南斯拉夫人赶到巴尔干半島，從此斯拉夫人正式入居巴爾幹半島。

## 延伸閱讀
- 柔然與阿瓦爾同族論質疑 ── 兼說阿瓦爾卽悅般 余太山著 （页面存档备份，存于）